# NGC 5262
NGC 5262 (również PGC 47923 lub UGC 8606) – galaktyka eliptyczna (E-S0), znajdująca się w gwiazdozbiorze Małej Niedźwiedzicy. Odkrył ją John Herschel 5 maja 1831 roku.